# Чумаченко, Ада Артемьевна
А́да Арте́мьевна Чумаче́нко (9 сентября 1887, Таганрог — 5 мая 1954) — русская поэтесса и писательница, драматург.

## Биография

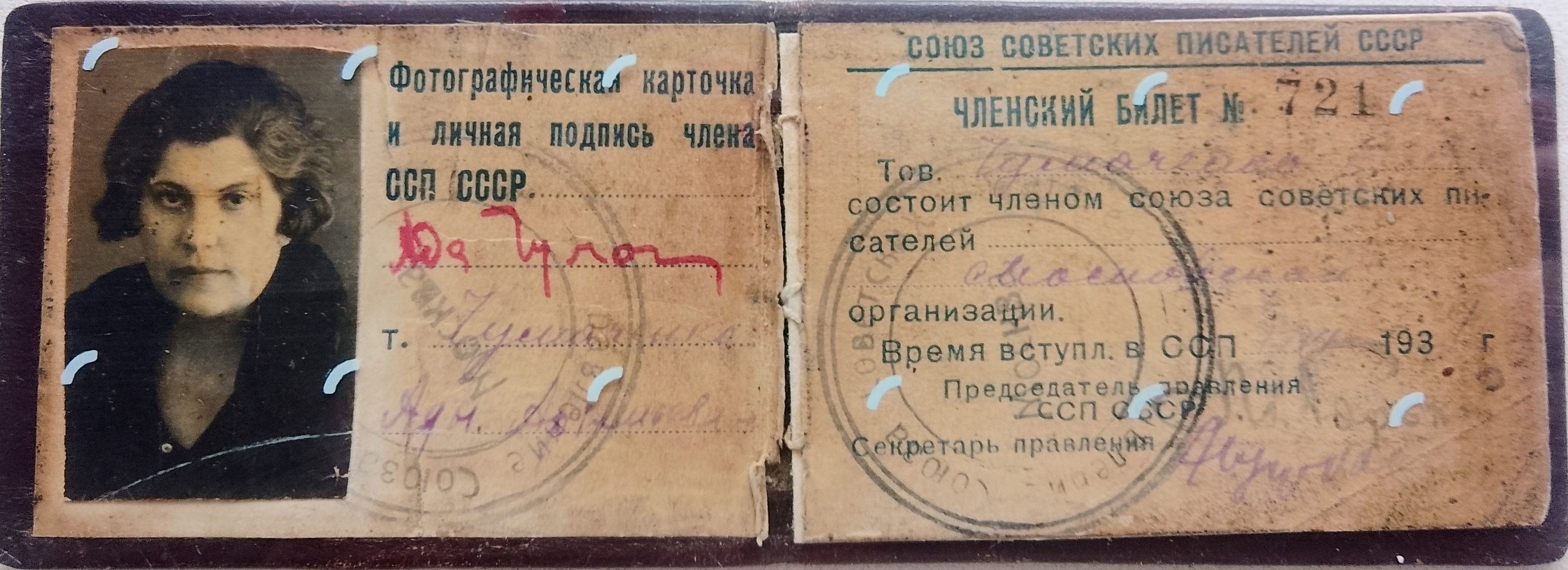
Членский билет Союза советских писателей СССР Ады Чумаченко

Родилась 9 сентября 1887 года в Таганроге, семье учителей Артемия Павловича Чумаченко и Ариадны Иасоновны Чумаченко (Блонской). В 1905 году окончила с золотой медалью Мариинскую гимназию, получила звание домашней наставницы. В 1907 году подала заявление на Московские высшие женские курсы, но поступила на них через два года, после переезда семьи в Москву, окончила курсы в 1915 году.
Стихи начала писать в 1895 году, первая публикация («Благовещение») состоялась в 1898 году в газете «Таганрогский вестник», где Чумаченко продолжала печататься до 1905 года. В 1908 году начала публиковаться в крупных столичных журналах («Вестник Европы», «Русское богатство», «Сатирикон»). За пьесу для детей «Люлли-музыкант» получила первую премию на литературном конкурсе произведений для детей. Её детские пьесы ставились в театре Незлобина («Люлли-музыкант», 1912; «Снежная королева», 1915).
Её стихи ценили Н. Клюев и М. Горький, И. Бунин и Б. Пильняк.
После Октябрьской революции возглавляла театральную секцию при Наркомпросе, служила в московском Дворце искусств (дом Ростовых на Поварской).
С 1926 года писала исключительно прозу для детей; самая известная её работа в этом жанре — повесть о Н. Миклухо-Маклае «Человек с Луны» (1939).
Руководила кружком молодых авторов при Детгизе из которого позднее вышли: А. Кардашова, Н. Носов, В. Осеева, В. Донникова, О. Карышева.
В 1941 году с началом войны уехала в эвакуацию в Элисту, где работала старшим преподавателем всеобщей литературы в Педагогическом институте до лета 1942 года, когда город был оккупирован немецкими войсками. В 1944—1945 годах работала литературным консультантом в детском журнале «Мурзилка».
Скончалась в Москве. Похоронена на Новом Донском кладбище, участок 1, аллея 2.

### Поэзия
- Стихи. — М.: тов. скоропеч. А. А. Левенсон, 1912. — 92, III с.

### Проза
- Шаг за шагом. Приключения Петьки в Туркестане. — Л.—М.: Книга, 1926. — 94, [1] с.
- Бапир, сын Шушаны: [Рассказ]. — М.: Работник просвещения, 1929. — 64 с.
- Лис. О ножах, ножницах и острых стрелах: [Рассказ для детей]. — [М.]: Гос. изд-во, 1929. — [13] с.
- Пропавшая лодка: Рассказ. — М.—Л.: Гос. изд-во, 1929. — 80 с.
- Васькин подарок: Рассказ. — М.—Л.: Гос. изд-во, 1930. — 30, [2] с.
- Город под дождём: [Повесть]. — М.—Л.: Гос. изд-во, 1930. — 85, [2] с.
- Дом на солнце: Восемь рассказов об одном доме. — [М.]: Гос. изд-во, 1930. — 95 с.
- Клуб исследователей: Школьная повесть. — М.—Л.: Гос. изд-во, 1930. — 192 с.
- Леденец в бумажке: [Рассказ для детей]. — [М.]: Гос. изд-во, 1930. — [16] с.
- Об огурцах: [Рассказ для детей]. — [М.]: Гос. изд-во, 1930. — 15 с.
- Город в лесах: [Рассказ для детей средн. возраста]. — [М.]: Огиз — Мол. гвардия, 1931. — 48 с.
- Как человек выдумал бога: [Для детей средн. возраста]. — [М.—Л.]: Огиз — Мол. гвардия, 1931. — 32 с.
- Бунт мамалыги: [Рассказ для детей]. — [М.]: Гос. антирелигиозное изд., 1932. — 126, [2] с.
- 1 мая и пасха: [Очерк для детей]. — [М.]: Гаиз, 1932. — 21, [3] с.
- Картонный негр. — М.: Детгиз, 1934. — 52 с.
- Человек с луны: Повесть о великом рус. путешественнике Миклухо-Маклае. — М.—Л.: Детиздат, 1939. — 88 с.

### Драматургия
- Люлли-музыкант: Пьеса в 4-х д. / Музыка Н. А. Маныкина-Невструева. — [М.]: [т-во И. Д. Сытина, 1914]. — 72, 29 с., с илл., нотами.
- Восстание рабов: Пьеса в 3-х д. — Л.: Изд-во Сев.-Зап. обл. Глав. конторы «Известий ЦИК СССР и ВЦИК», 1925. — 60 с.
- Соломе и Наташа: Пьеса для школьников II ступ. в 3-х д. и 5-ти карт. — М.—Л.: Гос. изд-во, 1930. — 22 с.

## Семья
- Блонская, Серафима Иасоновна (1870—1947) — тётя, российская художница, педагог.
- Леонтовский, Александр Михайлович (1865—1928) — муж тёти, российский художник, педагог.
- Гальперин Владимир Игнатьевич — муж[5].
- Снегова Наталья Владимировна — старшая дочь
- Чумаченко Артемий Владимирович (1920—1989) — сын
- Люсина Ариадна Владимировна — младшая дочь